# Hypolimnas elliciana
Hypolimnas elliciana är en fjärilsart som beskrevs av Hans Fruhstorfer 1912. Hypolimnas elliciana ingår i släktet Hypolimnas och familjen praktfjärilar. Inga underarter finns listade i Catalogue of Life.